# Marzena Nowak
Marzena Nowak (ur. 4 lutego 1977 w Piasecznie pod Warszawą) – autorka instalacji, videoinstalacji, obiektów, rysunków i fotografii; malarka.

## Życiorys
W latach 1997–2002 studiowała na Wydziale Malarstwa ASP w Warszawie, dyplom obroniła w Gościnnej Pracowni prof. Leona Tarasewicza w 2002 roku. Indywidualną wystawą zadebiutowała w Galerii Foksal w 2003 roku. Protegowana przez Mirosława Bałke uczestniczyła w 2003 roku w prestiżowym Biennale Sztuki w Wenecji w ramach Absolut Generations – projekcie, który współtworzyli młodzi i dobrze rokujący twórcy wraz ze swymi utytułowanymi patronami. Artystka poza zleconym projektem do kolekcji sztuki producenta alkoholi miała możliwość zaprezentowania także innych prac. W tym samym roku została laureatką Grand Prix VI Konkursu im. Eugeniusza Gepperta za cykl Wykroje; również w 2003 roku otrzymała przyznawaną w Wiedniu Henkel Young Artist Prize w II edycji międzynarodowego konkursu. Przebywała na rezydencjach (artist in residences) m.in. KulturKontakt Austria w Wiedniu (2004) i Akademie Schloss Solitude w Stuttgarcie (2006). Wzięła udział w akcji Artcube.Potrzeba sztuki, której celem w zamierzeniu organizatorów była demokratyzacja dostępu do sztuki. Jej prace były pokazywane przez różne galerie na liczących się targach sztuki współczesnej, w tym na najbardziej znaczących Art Basel w Bazylei. Jest związana z berlińską Galerija Gregor Podnar i wiedeńską Galerie Mezzanin.

## Twórczość
Głównym motywem twórczości Nowak jest pamięć autobiograficzna, a także ciało ludzkie, które towarzyszy człowiekowi na co dzień i jest przedmiotem jego nieustannych zabiegów i troski. Dystansuje się od przejawów sztuki politycznie zaangażowanej, jak sztuka krytyczna czy feministyczna. Początkowo artystka przemalowywała zdjęcia najbliższej rodziny, malowała portrety bez twarzy i odbijała stare familijne zdjęcia na jednorazowych papierowych serwetkach. W rozmowie mówi: Malowałam monidła ze starych, rodzinnych zdjęć; pierwszą komunię, zbiorowe portrety rodzinne i klasowe ze szkoły podstawowej. Niektórym portretom odbierając spojrzenie.

### Wykroje
Począwszy od wystawy dyplomowej artystka tworzy serie monumentalnych obrazów Wykroje, skomponowanych z plątaniny wykrojów ubrań do własnoręcznego uszycia ze starych kobiecych czasopism. Pytana o źródło pojawienia się szablonów krawieckich w jej pracach, tłumaczyła, że chciała wkroczyć w dziedzinę bardziej abstrakcyjną i przekazywać samo odczucie. Obrazy z cyklu Wykroje powstają w wyniku systematycznego nakładania na siebie wykrojów krawieckich przy pomocy kalki kopiowej na płótno, niezwykle żmudnej metody zakreskowywania płótna, przez autorkę nazywanej „medytacją”. Symboliczne jest, że obrysy wykrojów są niezwykle delikatne i podatne na zamazanie. Artystka narzędzie swej ekspresji wydobywa z głębi dzieciństwa, posiłkując się kruchymi i nietrwałymi jak rysowane kreski wspomnieniami: 

Materiały. Od zawsze byłam nimi otoczona. Mama szyła. Wszystkie ubrania miałam przez nią uszyte. Dlatego tak utkwiły mi w pamięci, podobnie jak wykroje z czasopism. Tworzyły abstrakcyjną plątaninę linii różniących się pomiędzy sobą swoim wyglądem. To było wyzwanie, poszukać kształtów, dojść wzrokiem do końca linii…

Obrazy z motywami krawieckich wykrojów tworzą abstrakcyjne kompozycje, zachowana jest jednak możliwość uszycia konkretnego ubrania z określonych linii na obrazie. Tak jak w pracy Absolut Nowak, gdzie artystka rozłożyła butelkę na dwa wymiary i stworzyła niebieską konstelację, która jednocześnie była wykrojem butelki gotowym do uszycia. W części płócien bez trudu można odnaleźć kształt, w innych odnalezienie go w bezładnej, zagęszczonej siatce wykrojów graniczy z pomyleniem zmysłów. Wykroje są konstelacjami gwiazd albo diagramami astronomicznymi, liniami kartograficznymi bądź mapami geodezyjnymi, ale są też czymś innym. Formy krawieckie na obrazach nigdy się nie powtarzają, są równie niepowtarzalne jak każde ciało w szczegółach; określają proporcje i rozmiary strojów i ciał, do których przylegają. Istotę łamigłówki narzuconej przez artystkę przybliża krytyczka, wskazując na egzystencjalny wymiar obrazów: Wykroje łączą się z ubraniami, a przez to z naszym ciałem, z naszą osobowością, naszymi emocjami, naszym światem. Są więc obrazem życia i sytuacji, w których jesteśmy.
Skala wielkoformatowych obrazów odwołujących się do gwiezdnych wyobrażeń miała oddać dziecięce zagubienie w plątaninie linii. Jednocześnie była gestem odejścia ku przestrzeni, która stała się istotną kwestią dla artystki. Podobnie nanoszenie rysunków na blejtramy nadawało otwarty charakter kompozycjom i było zwiastunem chęci zainscenizowania przestrzeni oraz wykorzystania jej jako elementu przyszłych prac (instalacja).

### Prace video
Inną dziedziną, w której Nowak się wypowiada, są prace video. Niebagatelną rolę odgrywa sposób ekspozycji projekcji oraz ich skala; ma to często bezpośredni związek z treścią prac. Osobisty charakter video wynika stąd, że tworzywem, które artystka wykorzystuje, jest jej własne ciało. Sposób widzenia ciała Nowak wyklucza możliwość obiektywnego oglądu całości, dlatego że skupia się na studiowaniu wybranych detali. Powód skupienia na szczególe artystka wyraziła w dewizie: „Każda część świata zawiera w sobie wartość każdej innej”. Ciało w ujęciu autorki projekcji to byt intrygujący, pełen tropów, znaków i zdradliwych szczegółów. W jej video, podobnie jak w wypadku ready-mades Marcela Duchampa czy surrealnych objets trouves, istotne jest nadawanie czy „znalezienie” nowych znaczeń – w tym wypadku dla powtarzanych ruchów: 

Moje filmy oscylują na granicy marzeń sennych i fantasmagorii. Stają się ruchomymi, surrealistycznymi obrazami. Jednocześnie ich symbolika jest bardzo osobista. Wykorzystuję szczątki codzienności, koncentruję się na jednym geście, mało ważnych detalach. Drobny ruch powtarzany w nieskończoność nabiera nowego znaczenia.

 Kadrowanie symbolicznych i odrealnionych gestów wywołuje skojarzenia z podświadomością, niektórzy w związku z tym odczuwają pokusę analizowania prac artystki (video Agapa na wystawie „In”) przez pryzmat psychoanalizy.
Nowak uprawia rygorystycznie oszczędną sztukę, świadomie używając środków wyrazu; często jej prace video są czarno-białe i nieme, kręcone z jednego punktu, a kadr ogranicza się do zbliżenia. Artystka w szeregu swych prac, jak np. Rzęsy (2003) Oko (2003), Szwalnia (2004), porusza temat dualizmu zmysłowego poznania, zwracając uwagę na „potencjał dotykowych doznań” bądź dla odmiany powątpiewając w moc wzroku. W video Rzęsy towarzyszącym jej pierwszej wystawie w Galerii Foksal widać końce palców i spod paznokci wyrastające włosy; w filmie Oko przy pomocy szydełka oko jest pozbawiane korekcyjnej soczewki; w Szwalni z kolei jest pokazane zajęcie, gdzie eksponuje się dotykowy kontakt z materiałem i jego akcesoriami.
Artystka w rozmowie przyznaje, że najbardziej poruszające są zwykłe rzeczy, tj. czas i jego trwanie, i dlatego w jej pracach obecne są one zawsze, często pod postacią „hipnotycznej bądź traumatycznej repetycji”. Przykładem obecności powtarzalności i próby spowolnienia upływu czasu jest pierwszy film artystki Woda (2003), w którym dłoń ustawicznie w zwolnionym tempie ponawia dotyk tafli wody, tak jakby dotknięcie nie mogło spełnić się w jednym geście; dłoń wpierw dotyka wody z nadzieją, później bez nadziei. Jak zauważył Piotr Kowalik: 

Dotyk jest niepowtarzalny. Tak jak niepowtarzalny w czasie wydaje się być świat. Nigdy twój kontakt z wodą nie będzie taki, jakim próbowałeś go zapamiętać(…)Trochę znajomy, a jednak ciągle inny, nie-do-odtworzenia. Każdy kolejny dotyk niesie za sobą niepamięć poprzednich i krótkotrwałą nadzieję. Pragnąc doświadczyć czegoś ponownie, zawsze doznajemy rozczarowania. Ale rzadko potrafimy przyjąć tę naukę i staramy się znowu...

Odrębnym rodzajem realizacji jest mówione video Jeśli nawet (2006), w którym kobieta monologuje na temat swych niezaspokojonych pragnień i wymagań, jakie ma w stosunku do szczęścia. Opowiada o swoim niedostosowaniu, gdy powróciła po pobycie w Hiszpanii czy Paryżu, żeby wpaść w ohydę warszawskiego życia, brzydotę, trudności pod każdym względem, zniechęcenie. W tym piekle kobieta tęskni za czym innym, z trudem hamując rozpacz (bovaryzm). Uderzające jest w tym video konkretne pojęcie, jakie kobieta stwarza sobie o szczęściu i waga, jaką przywiązuje do jego warunków.

## Dorobek wystawienniczy

### Wystawy indywidualne
- 2010
  - „Through”, Galerija Gregor Podnar, Lublana
- 2009
  - Galerija Gregor Podnar, Berlin
- 2008
  - „In”, Galerie Mezzanin, Wiedeń
  - „A Dream is a Wish”, Galerie Karin Sachs, Monachium
  - „Orla”, Passagegalerie, Künstlerhaus, Wiedeń
- 2007
  - „Raum für Reflexion”, Gartensaal, Anhaltische Gemäldegalerie Dessau
  - „Waiting for the Barbarians” (wspólnie z Michaelem Hoepfnerem), Galeria Piekary, Poznań
- 2006
  - „Milonga Nacht”, Neue Kunst im Hagenbucher, Heilbronn
- 2005
  - „Olivia”, Dessau
  - „Własność prywatna” (wspólnie z Alevtiną Kakhidze), Galeria Wizytująca, Warszawa
  - Galeria ZOO, Warszawa
- 2004
  - „Red Square Dance”, Galeria Foksal, Warszawa
  - Galeria Starmach, Kraków
- 2003
  - „Schnitte und Muster”, Pavillon Piroschka rev, Quartier 21, MQ, Wiedeń
  - „2xcut” (wspólnie z Agnieszką Małecką), Galeria Kronika, Bytom
  - „Woda”, Galeria IHS UW Zakręt, Warszawa
  - „Wykroje”, Galeria Foksal, Warszawa
- 2001
  - „Obrazy”, ASP, Warszawa

### Wystawy zbiorowe
- 2010
  - „There Has Been No Future, There Will Be No Past”, ISCP Gallery, Nowy Jork
  - „Arbeitstitel. Working Title”, Akadamie Schloss Solitude, Stuttgart
- 2009
  - „Pokaz 4”, Galeria Sztuki Współczesnej, Muzeum Górnośląskie, Bytom
  - „Tytuł Roboczy. Working Title”, Laboratorium, CSW Zamek Ujazdowski, Warszawa
  - „Kolekcja.20 lat Galerii Starmach”, Muzeum Narodowe, Kraków
  - „Bez granic. Dwadzieścia lat później…”, Austriackie Forum Kultury, Warszawa
  - „Share Your Dreams.Young Art from the EU”, Galerie Suppan Contemporary, Wiedeń
  - „Canell, Egan, Nowak”, Konrad Fischer Galerie, Düsseldorf
- 2008
  - „Szczęście”, Teatr Prezentacje, Wola Art Festival, Warszawa
  - „Reisefieber”, Rondo Sztuki, Katowice
  - „Ist das ein Portrait?”, Galerie Karin Sachs, Monachium
- 2007
  - „Evasive Action”, Galerie Andreas Huber, Wiedeń
  - „Exitus.Tod alltäglich”, Künstlerhaus, Wiedeń
  - „Balka, Jakubowicz, Nowak”, Dvir Gallery, Tel Awiw-Jafa
  - „Choć opowiem ci pewną historię”, Galeria Manhattan, Łódź
  - „Searching for an Ideal Urbanity”, Akademie Schloss Solitude, Stuttgart
  - „Duque, Heilmann, Korty, Nowak, Schmidlehner, Schmidt-Rasmussen”, Galerie Mezzanin, Wiedeń
  - „Keller & Wttwer, Nanca, Nowak”, Akademie Schloss Solitude, Stuttgart
- 2006
  - „Przerwane połączenia”, Zachęta Narodowa Galeria Sztuki, Warszawa
  - „Terytoria”, LTZSP, Lublin
  - „Na własną rękę”, Zachęta Narodowa Galeria Sztuki, Warszawa
- 2005
  - „In This (Our) Country. Art from Poland”, Vienna International Apartment, Turku
  - „Kolekcja Małopolskiej Fundacji Muzeum Sztuki Współczesnej”, MCK, Kraków
  - „Otwarcie, Początek, Zmiana”, Galeria lokal 30, Warszawa
  - „Polska sztuka video po 1989 roku”, Projekcja, Film Center Skalvija, Wilno
  - „Compulsive_Handmades”, Press to Exit, Skopje
  - „Polski film abstrakcyjny 1957-2004”, Projekcja, CSW Zamek Ujazdowski, Warszawa
- 2004
  - „Obraz kontrolny. Najnowsze video polskie”, Bunkier Sztuki, Kraków
  - „Compilation 2112m2 Europe”, Hainburg an der Donau (projekt z Hubertem Czerepokiem)
  - „Nachtruhe”, Pavillon Piroschka rev, Quartier 21, MQ, Wiedeń
- 2003
  - „Absolut Generations”, Palazzo Zenobio, 50. La Biennale di Venezia, Wenecja (projekt z Mirosławem Bałką)
  - „V Krajowa Wystawa Malarstwa Młodych”, Galeria Awangarda, BWA Wrocław
- 2002
  - „Dyplomy. Z Gościnnej Pracowni Malarstwa Leona Tarasewicza”, CSW Zamek Ujazdowski, Warszawa
  - „Look at Me/Spójrz na mnie”, Festiwal Młodej Sztuki Novart, Bunkier Sztuki, Kraków

### Katalogi
- Marzena Nowak. Wykroje, Galeria Foksal, Warszawa 2003 ISBN 83-87521-06-X [teksty: Joanna Sosnowska, Marzena Nowak] zawartość także na stronie Galerii: Marzena Nowak Wykroje w Galerii Foksal
- Marzena Nowak. Woda, Zakręt, Warszawa 2003 [druk towarzyszący wystawie Woda; teksty: Piotr Kowalik, Alicja Bielawska], tekst wstępu Bielawskiej także w: „Fototapeta” on-line 2003 (brak dokładnej daty) Marzena Nowak Woda w Galerii Zakręt
- Marzena Nowak & Agnieszka Małecka. 2xcut, Galeria Kronika, Bytom 2003 [tekst: Sebastian Cichocki oraz rozmowa między artystkami], treść fragmentarycznie również w: „ArtPapier” on-line nr 3/2003 oraz 4/2003 Marzena Nowak Agnieszka Małecka 2xcut w Galerii Kronika (skrót)
- Marzena Nowak. Schnitte und Muster, KulturKontakt, Wiedeń 2003 [tekst: Katarzyna Uszynska oraz rozmowa z artystką]
- Marzena Nowak, Galeria Starmach, Kraków 2004 [rozmowa z Andrzejem Szczapaniakiem]
- Marzena Nowak. Red Square Dance, Galeria Foksal, Warszawa 2004 [teksty: Wiesław Borowski, Rafał Jakubowicz; katalog w formie leporello] Marzena Nowak Red Square Dance w Galerii Foksal
- Marzena Nowak & Alvtina Kakhidze. Własność prywatna, Galeria Wizytująca, Warszawa 2005 [tekst: Maria Kosińska]
- Marzena Nowak & Michael Hoepfner. Waiting for the Barbarians, Galeria Piekary, Poznań 2007 [tekst: Goschka Gawlik]

### Artykuły, hasła słownikowe, noty katalogowe, recenzje, wywiady
- When Nowak met Balka, rozmowa Marzeny Nowak z Mirosławem Bałką, „Time” nr 7, 2003
- A. Bielawska, 1:1, „Sekcja” nr 8, 2003
- A. M. Wasieczko, Marzena Nowak na Biennale w Wenecji, „Elle” nr 7, 2003 [rozmowa z artystką]
- J. Antecka, Uniwersalna prywatność, „Dziennik Polski”, 18.2.2004
- J. Nowicka, Intymność krawieckiego wykresu, „Rzeczpospolita”, 21.2.2004
- J. Gomula, Marzena Nowak – Wykroje – wystawa malarstwa, www.artinfo.pl (brak daty) recenzja z wystawy w Galerii Starmach
- M. Branicka, Zabawy podszyte niepokojem, „Art&Biznes”, wydanie internetowe (brak daty) recenzja z wystawy w Galerii Starmach
- A.Szczepaniak, Marzena Nowak. Szczegóły codzienności, „Exit” nr 1(57), 2004
- K. Bik, Sztuka wykrojów, „Gazeta Wyborcza”, wydanie krakowskie, 2.03. 2004
- A. Kowalska, Marzena i mężczyźni, „Co jest grane-Warszawa”, [w:] „Gazeta Wyborcza”, 15.10.2004
- S. Szabłowski, Taniec na palcach, „Po godzinach”, [w:] „Życie Warszawy”, 21.10.2004
- M. Małkowska, Loty w ciszy, „Rzeczpospolita”, wydanie stołeczne, 26.10.2004
- A. Bielawska, Red Square Dance, „Obieg” on-line (5.11.2004) https://archive.is/20120911151022/http://www.obieg.pl/recenzje/226
- A. Bielawska, Atrakcyjna monotonia powtórzeń. O sztuce Marzeny Nowak „Opcje” nr 4, 2004 [zawiera także rozmowę z artystką]
- M. Grunwald, Dyplomy 2002. Tożsamość ukryta w obrazie, „Artifex” nr 6, 2004
- P. Kowalik, Marzena Nowak „Młoda Polska”, [w:] „Format” nr 48, 2005
- A. Bielawska, Dwa prywatne tereny, „Obieg” on-line (15.4.2005) https://archive.is/20130503210216/http://www.obieg.pl/recenzje/534
- P. Kowalik, Wiążąc surrealizm z konstruktywizmem. Instalacja Marzeny Nowak, „Sekcja” on-line nr 3, 2005 [tekst dzieli los innych materiałów periodyku „Sekcja” on-line i aktualnie jest niedostępny w Internecie]
- A. Łazar, Własność prywatna, „Sekcja” on-line nr 4, 2005 [jw.]
- A. Jach, Marzena Nowak, [w:] „Tekstylia bis. Słownik młodej polskiej kultury”, Korporacja Ha!art, Kraków 2006 ISBN 978-83-89911-43-8.
- J. Sokołowska, Marzena Nowak, [w:] „Na własną rękę”, Galeria Zachęta, Wwa 2006 [katalog wyst.]; przedruk minitekstu o artystce, [w:] „Artcube. Potrzeba sztuki”, Fundacja PSW, Wwa [katalog] ISBN 83-60468-05-2.
- A. Mazur, Na własną rękę, a nawet dwie. Pracownia Tarasewicza w Zachęcie, „Obieg” on-line (21.01.2006) https://archive.is/20130504072246/http://www.obieg.pl/recenzje/2937
- J. Sokołowska, [w:] Przerwane połączenia, Galeria Zachęta, 2006 [katalog wyst. w formie leporello]
- G. Borkowski, Kłopotliwe połączenie, „Obieg” on-line (20.11.2006) https://archive.is/20130504010710/http://www.obieg.pl/recenzje/9503
- M. Suchora, In. Marzena Nowak w Galerie Mezzanin, „Obieg” on-line (2.06.2008) https://archive.is/20120907131746/http://www.obieg.pl/recenzje/4220